# 마리안 시미온
마리안 시미온(루마니아어: Marian Simion, 1975년 9월 14일~)은 루마니아의 전직 권투 선수이다. 1996년 하계 올림픽에서 웰터급 동메달, 2000년 하계 올림픽에서 라이트미들급 은메달을 획득했으며 세계 선수권 대회에서 금메달 1개, 은메달 1개, 동메달 1개를 획득했다. 

## 개인사
동생인 도렐 시미온 또한 권투 선수이다.